# Mozilla Firefox-kiegészítők listája
A Mozilla Firefox kiegészítőinek nem teljes listája.

## Hivatalos
- ChatZilla - beépített IRC kliens

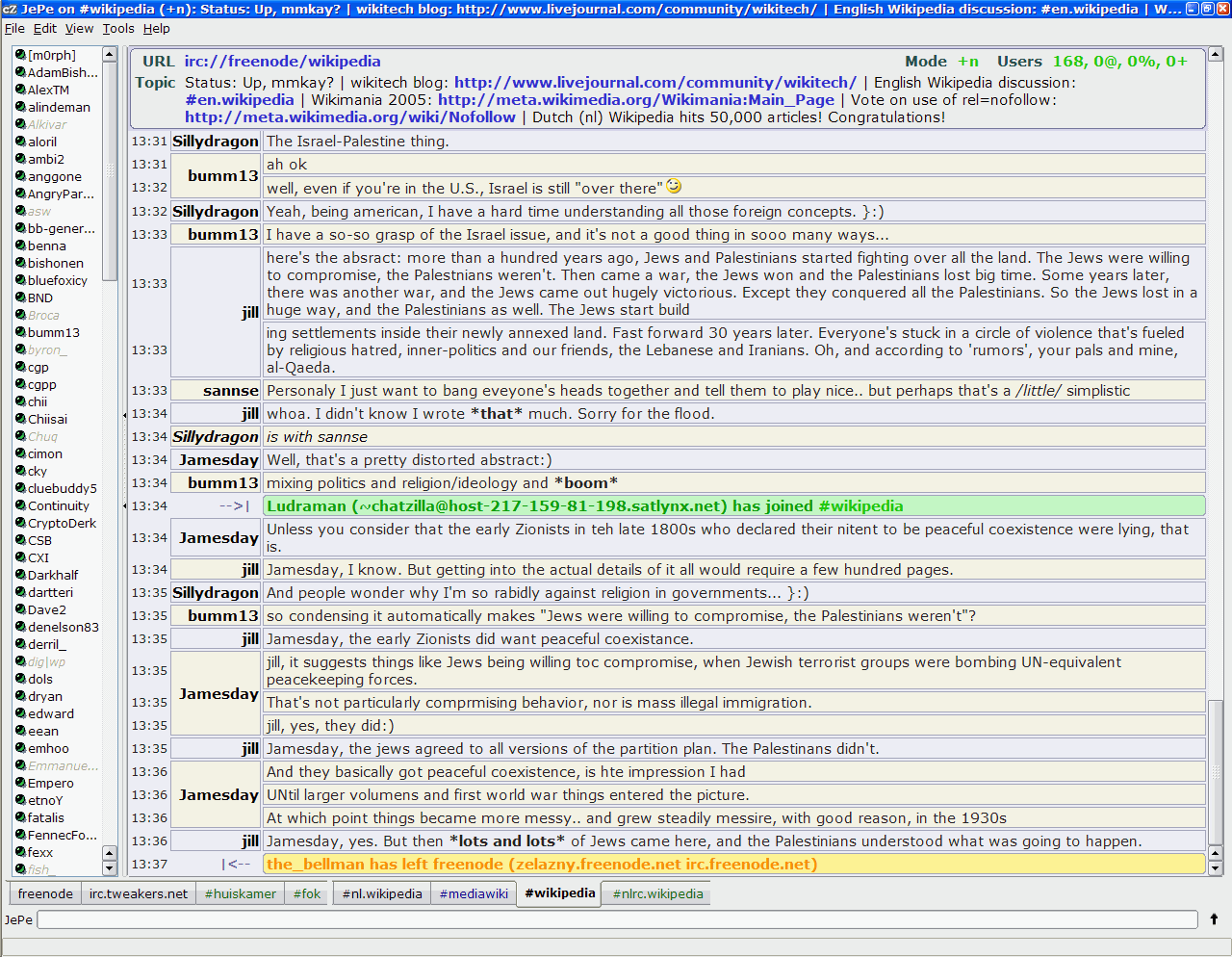
ChatZilla

- DOM Inspector - Hasznos eszköz webfejlesztőknek. Segítségével megvizsgálható egy weblap DOM fája.
- Venkman - JavaScript debugger webfejlesztőnek
- Talkback - Firefox-összeomlás jelentése a Mozillának

## Google

A Googlepedia használat közben

- Google Browser Sync - a felhasználó szinkronizálhatja különböző gépeken és platformokon a beállításait az interneten keresztül (már nincs fejlesztés alatt; a Firefox 3 alá már nem készül el ez a kiegészítő).
- Google Gears - bizonyos online szolgáltatások elérhetőek lesznek internet kapcsolat nélkül is, mivel a telepített adatbázis motor a helyi gépre menti az adatokat
- Google Föld bővítmény - a Google Earth teljes körű beágyazódása a böngészőbe
- Google Notebook - internetes kutatás/keresés során könnyebben menthetőek és szervezhetőek az adatok
- Google Toolbar - eszköztár, mely Google kereséshez kapcsolódó szolgáltatásokat nyújt
- Google Web Accelerator - webgyorsító
- Advanced Dork - Google's Advanced Operators for use in context menus.
- Googlepedia - kereséskor a keresési találatok mellett megmutatja a Wikipédia szócikket is az adott szóról

## Wikipédia-integráció
- Smarter Wikipedia - kijelölt szövegrészre kereshet rá a felhasználó a Wikipédián, valamint a Wikipédia szócikk mellett a kapcsolódó szócikkek listája megjelenik
- Wikimenu - a különböző Wikimedia oldalakat gyűjti össze egy menüben
- Universal edit button - egy gomb jelzi a felhasználónak, hogy egy wiki oldal szerkeszthető-e, és amennyiben igen, a gombra kattintva egyből szerkeszthető is az adott oldal

## Weblap-integráció
- Stylish - CSS segítségével az oldal stílusa megváltoztatható
- AllPeers - a szolgáltatáshoz regisztrált felhasználóknak peer-to-peer alapú fájlmegosztást nyújt
- StumbleUpon - a felhasználó érdeklődésének megfelelő oldalakat ajánl
- LibX - könyvtár katalogizáló

## Alkalmazások
- FireFTP - egy platformfüggetlen FTP kliens, mellyel FTP szerverekhez csatlakozhat a felhasználó
- Capture Fox - segítségével rögzíthető a Firefox ablak, az egész képernyő, és a felhasználó hangja is. Ezáltal könnyen készíthetőek tanító videók.

## Alkalmazásintegrálás
- FlashGot - számos külső letöltéskezelőt integrál a böngészőbe
- FoxyTunes - külső média lejátszók kezelése a böngészőn belül

## Böngészőfunkciók
- Adblock Plus reklámokat blokkol szűrők alapján, melyek szerkeszthetőek
- AlchemyPoint - a browser-based mashup / semantic web tool, lets you customize websites, scrape structured data into RSS feeds, etc.
- All-in-One Sidebar - az Opera böngészőhöz hasonló oldalsávot ad a programhoz
- Cookiesafe - segítségével szabályozható, hogy melyik weblap tárolhasson sütiket
- DownThemAll! - népszerű letöltés-kezelő/gyorsító
- Fasterfox - pre-fetches links on pages, adjusts page rendering, and employs "network optimizations" to make browsing faster.
- Feedview - RSS és Atom feedeket weboldalként megnyitja
- Firefox Showcase - a megnyitott lapokat kis bélyegkép formájában mutatja
- Flashblock - megakadályozza a Flash tartalmak automatikus elindulását, így vagy kattintással kell elindítani, vagy a fehér listához kell hozzáadni
- Forecastfox - az AccuWeather szolgáltató segítségével időjárás-jelentést ad
- FoxLingo - ingyenes internetes szótárak segítségével lefordít weblapokat, emellett számos más nyelvi segítséget nyújt
- IE Tab - segítségével az Internet Explorer motorral nézhető meg egy weboldal a Firefoxon belül. Hasznos olyan oldalaknál, melyek IE-re lettek optimalizálva (és ezért szétesnek Firefox alatt).
- Image Zoom - segítségével a felhasználó megváltoztathatja a weblapon található képek méretét
- iMacros - makrórögzítő
- KidZui - gyermek-barát böngésző